# خانه اکبرکاظمی
خانه اکبرکاظمی مربوط به دوره پهلوی اول است و در کرمان، خیابان زریسف، بین خیابان برزو آمیغی و کوچه شیرین واقع شده و این اثر در تاریخ ۲۴ اسفند ۱۳۸۳ با شمارهٔ ثبت ۱۱۶۰۴ به‌عنوان یکی از آثار ملی ایران به ثبت رسیده است.